# Tom Blaffert
Tom Blaffert (* 1953 in Kiel) ist ein deutscher Journalist und Krimiautor.

## Leben
Tom Blaffert lebt in Köln, wo er als Redakteur beim Kölner Stadt-Anzeiger arbeitete. Er schreibt seit mehr als 25 Jahren Kriminalhörspiele, darunter Karussell der Träume, Offermanns Brief und Nächstendiebe. Er ist Autor von Irrfahrt durch die Finsternis (zusammen mit Georg K. Berres) und schrieb zahlreiche (vor allem historische) Ratekrimis für die Hörfunkreihe Wer ist der Täter? (BR) und für die seit November 2001 laufende Bühnenshow Fang den Mörder!

## Werke
- Karussell der Träume. Eine unglückliche Frau, eine neue Liebe und eine Tote. Kriminalhörspiel von Tom Blaffert und Georg Berres. Regie: Klaus Dieter Pittrich. Prod.: WDR, 1983. ISBN 3-442-70038-8